# Xestia eversmanni
Xestia eversmanni là một loài bướm đêm trong họ Noctuidae.